# Cinossema

Mapa de la batalla de Cinossema

Cinossema (o Cynossema), (de l'antic grec, «Sepulcre de la gossa»), fou una ciutat del Quersonès Traci, a l'Hel·lespont
Deu el seu nom al fet que, segons la llegenda, va ser allà el lloc de la metamorfosi i mort d'Hecuba, després de la Guerra de Troia.
Va ser l'escenari de la victòria de la flota atenesa, comandada per Trasibul i Tràsil sobre la flota peloponesia (411 aC).